# Билићи
Билићи је насељено место у Босни и Херцеговини у општини Травник. Административно припада Федерацији Босне и Херцеговине, односно њеном Средњобосанском кантону. Према попису становништва из 2013. у насељу је било 311 становника, а већинску популацију чинили су Хрвати.

## Становништво
По последњем службеном попису становништва из 2013. године у овом насељу живело је 311 становника, а село је било етнички хомогено са већинском хрватском популацијом.
| Националност | 2013. | 1991.        | 1981.        | 1971.        |
| Хрвати       | —     | 324 (96,72%) | 289 (97,97%) | 206 (99,52%) |
| Срби         | —     | 5 (1,49%)    | 2 (0,68%)    | 1 (0,48%)    |
| Југословени  | —     | 5 (1,49%)    | 3 (1,02%)    | 0            |
| Македонци    | —     | 0            | 1 (0,34%)    | 0            |
| остали       | —     | 1 (0,30%)    | 0            | 0            |
| Укупно       | 311   | 335          | 295          | 207          |